# 拾遺和歌集

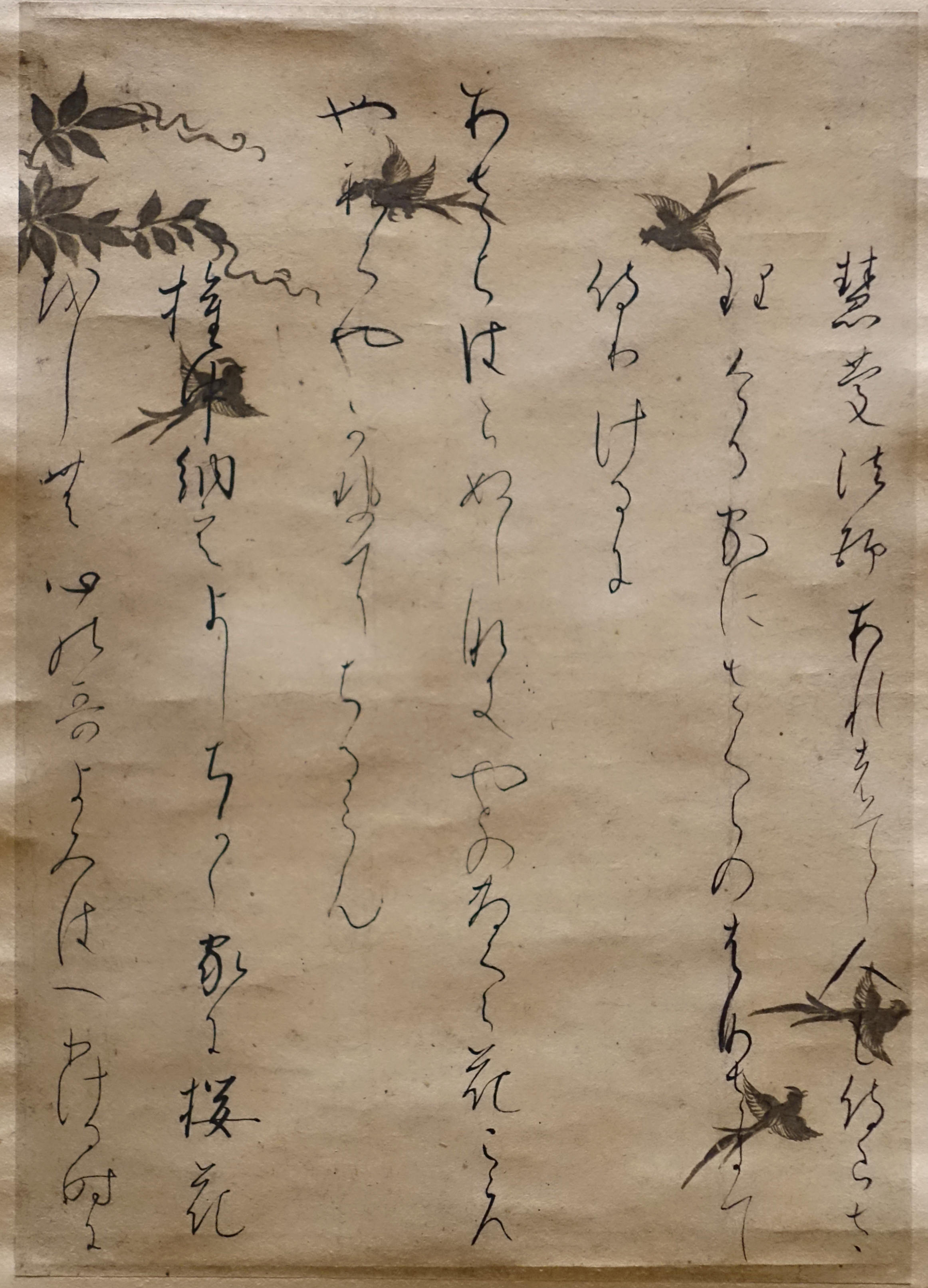
藤原定实《拾遗和歌集》残卷，作于12世纪平安时代，现藏于东京国立博物馆。

《拾遺和歌集》（1005？），是繼《古今》《後撰》後第三本敕撰和歌集。它與《古今》《後撰》被合稱為「三代集」。分為春、夏、秋、冬、賀、別、物名、雜（上、下）、神樂歌、戀（共五卷）、雜春、雜秋、雜賀、雜戀、哀傷，共計20卷。總共收錄了約1351首和歌。在一条天皇宽弘二年（1005年）成书。

## 概说
通說此書是由花山天皇親撰，或是花山天皇下令由藤原長能及源道濟編纂，但皆沒有確實證據。花山天皇退位后，有人发现敕撰集有缺漏，于是藤原公任献私撰集《拾遗抄》（996-999）的增补本，这便是《拾遗和歌集》。《拾遗和歌集》被编入敕撰和歌集是藤原定家《三代集之间事》之后的事了。
成书情况模棱两可，直到19世纪初，人们都误以为《拾遗抄》是《拾遗和歌集》中较好诗作的选本，因此前者得到更多重视。直到江户晚期塙保己一才通过比较两书，才发现《拾遗和歌集》为《拾遗抄》的增补本。
《拾遗和歌集》传世本相比《拾遗抄》多分出杂春、杂恋、哀伤几部分。
由題名中「拾遺」兩字可知，此書收錄了許多未被收入前兩部敕撰和歌集中的作品。有纪贯之113首、柿本人麻呂104首、大中臣能宣59首、清原元輔46首、平兼盛38首等，主要是是《万叶集》《后撰和歌集》时代未被收录的和歌。也收录了藤原輔相、藤原順、藤原好忠等歌风独特者，以及和泉式部、斎宮女御、藤原道綱母、藤原公任等当时诗人的和歌。
它多继承《古今和歌集》宫廷咏歌的传统，又突破传统，强化歌语意识和审美的情趣，尤其是女歌人的歌热情奔放，给歌坛吹进了新风，又显露出革新和歌的倾向。其中首次出现了短连歌，或由两位诗人共同创作的和歌。

## 书目
- Cranston, Edwin A., 1993. A Waka Anthology, Volume Two: Grasses of Remembrance. Palo Alto : Stanford University Press. ISBN 978-0-804-74825-4.
- Keene, Donald, 1999. Seeds in the Heart: A History of Japanese Literature, Volume 1. New York: Columbia University Press. ISBN 978-0-231-11441-7.

## 外部連結
- Japanese Text 拾遺和歌集 （页面存档备份，存于）
- 拾遺和歌集 （页面存档备份，存于）